# Homola barbata
Homola barbata är en kräftdjursart som först beskrevs av Fabricius 1793.  Homola barbata ingår i släktet Homola och familjen Homolidae. Inga underarter finns listade i Catalogue of Life.